# Ivan Meštrović
Ivan Meštrović (), né à Vrpolje (Slavonie, région faisant partie de la Croatie) le 15 août 1883 et mort à South Bend (Indiana) le 16 janvier 1962, est le plus célèbre sculpteur yougoslave du XXe siècle.

## Biographie

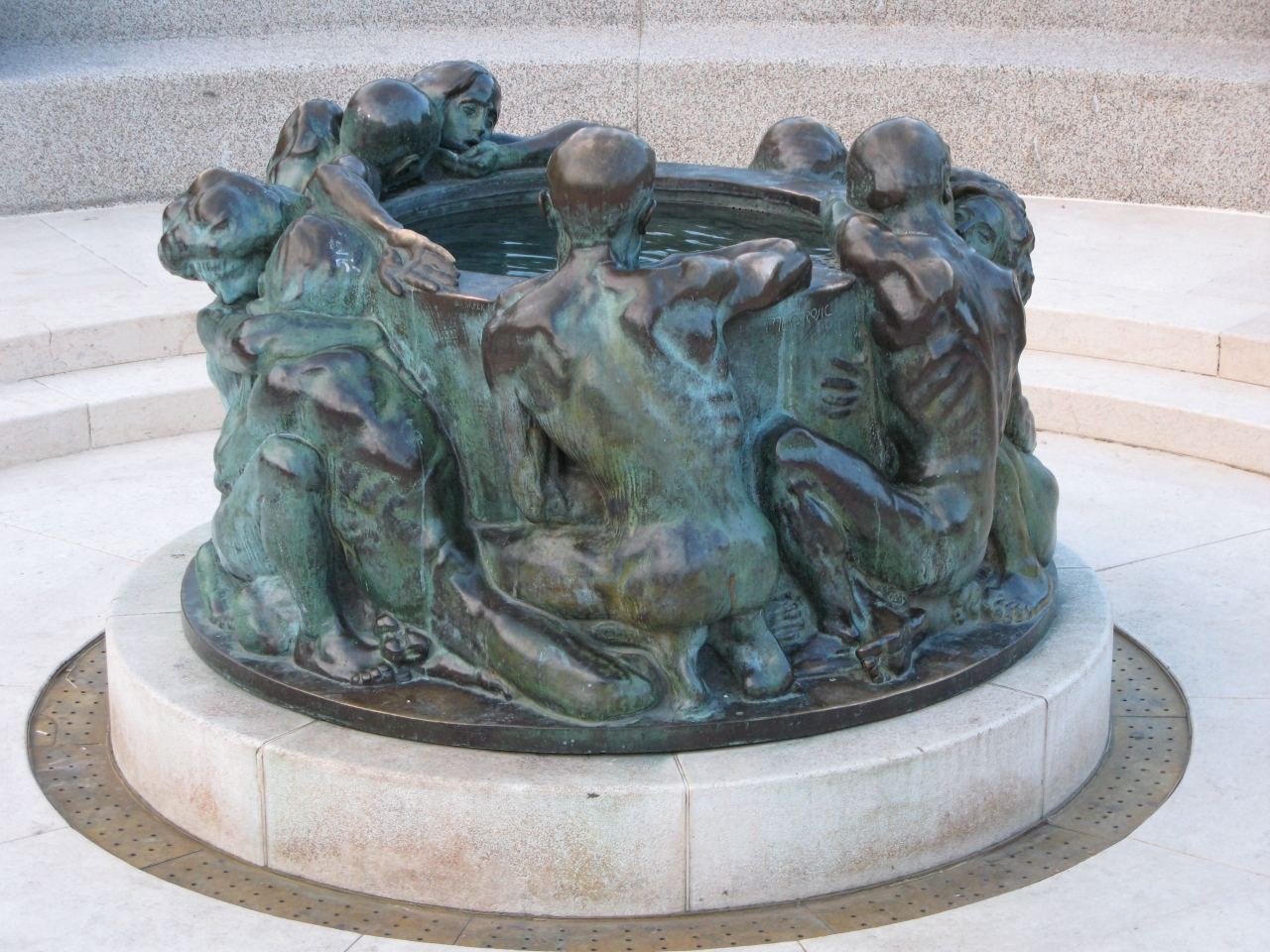
Le Puits de la Vie (sculpture) (1905), fontaine en face du Théâtre national croate (Zagreb)

Jeune berger sur le mont Svilaja, les objets et figurines en bois qu'il sculpte à ses moments perdus sont vite remarqués et Ivan va étudier la sculpture à Split, dans l'atelier du tailleur de pierre Pavie Bilinic. 
Les sculptures qu'il réalise alors sont remarquées et Ivan continue ses études à Vienne en 1900 chez le sculpteur Otto Köning (sculpteur) (de), puis à l'École des Beaux-arts sous la direction d'Edmund von Hellmer, Hans Bitterlich (de) et Otto Wagner. Il expose avec succès à la Sécession de Vienne.  
Séjournant ensuite à Paris, il y rencontre Rodin et Bourdelle et imagine le projet monumental du Temple de Vivoldan qui ne sera jamais réalisé. Il participe ensuite à la Biennale de Venise et en 1911, ses œuvres exposées au Salon International de Rome lui rapportent le premier prix pour la sculpture européenne et une reconnaissance internationale. Ses œuvres sont alors conformes au style sécessionniste qui prédomine. Mais la tragédie de la Première Guerre mondiale influence l'artiste qui adopte un style expressionniste puissant et une religiosité mystique influencée par le style gothique et l'art byzantin. En 1917, il commence donc son cycle de reliefs en bois sur le thème de La Vie du Christ qu'il n'achèvera qu'en 1954 et qui est aujourd'hui exposé dans le Castelet de Split. 
Dans l'entre-deux-guerres, il produit une importante galerie de grands hommes tels que Marko Marulic et Grégoire de Nin à Split, Andrija Medulic, Josip Strossmayer et Ruder Boskovic à Zagreb à quoi s'ajoutent de nombreux portraits réalistes (de Michel-Ange, Goethe ou Lénine) ainsi que des autoportraits. Il réalise aussi le Monument de la reconnaissance à la France à Belgrade, le Monument au Héros inconnu sur le mont Avala, le Mausolée des Racic à Cavtat et le Mausolée de la famille Mestrovic à Otavice (en).
Pour la ville de Chicago, il réalise deux statues équestres d'Indiens. Si les œuvres de cette période se caractérisent par une aspiration à la monumentalité (l'Histoire des Croates) ou à la religiosité, de nombreux nus de femmes, parmi ses œuvres les plus prisées expriment une joie de vivre païenne et l'influence évidente de la Grèce antique ou de la Renaissance (Michel-Ange surtout, auquel il emprunte la puissance synthétique).
Lors de la Seconde Guerre mondiale, il s'enfuit de Zagreb, mais est emprisonné pour avoir refusé de mettre son art au service de l'occupant. Après sa sortie de prison, il se réfugie en Suisse où il crée Job, un chef-d'œuvre expressionniste qui exprime bien le déchirement tragique de cette époque. 
Après la guerre, il est invité à enseigner dans les universités américaines ainsi qu'à Syracuse et South Bend. Il y produit de nombreuses œuvres et continue d'exécuter pour la Croatie des sculptures monumentales comme le Mausolée de Peter Petrovic Njegos sur le Lovcen. 
En 1959, il souhaite retourner définitivement dans son pays, mais il en est empêché par la maladie et la mort. Ses cendres sont néanmoins transférées dans la localité d'Otavice (en)], en Dalmatie, où elles sont enterrées dans le mausolée de l'église du Saint-Rédempteur qu'il avait construite. Néanmoins, durant les guerres yougoslaves des années 1990, son mausolée est saccagé, son tombeau ouvert et ses ossements dispersés.[réf. nécessaire]

## Œuvres principales

### Galerie Ivan Mestrovic (Split)

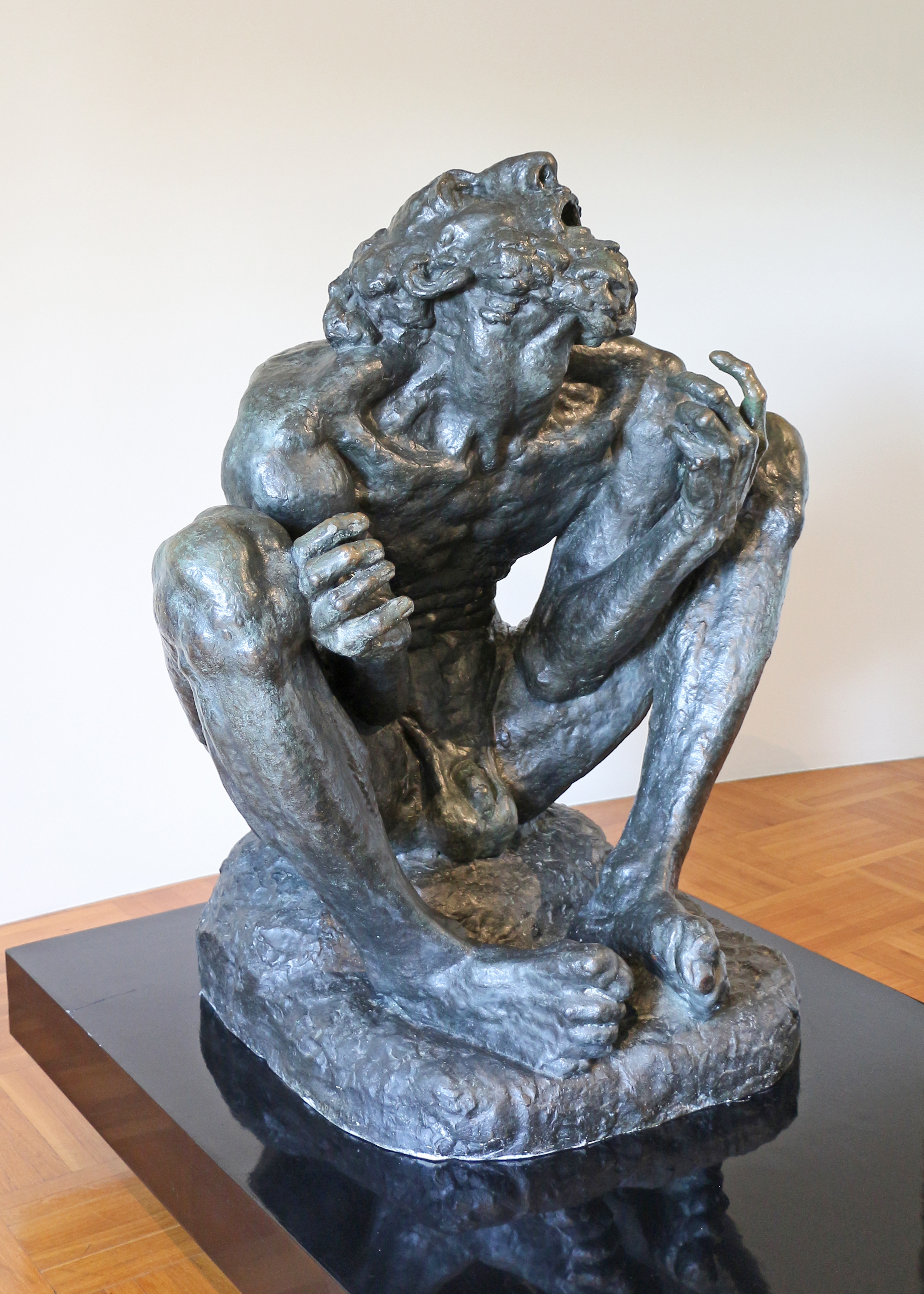
Job

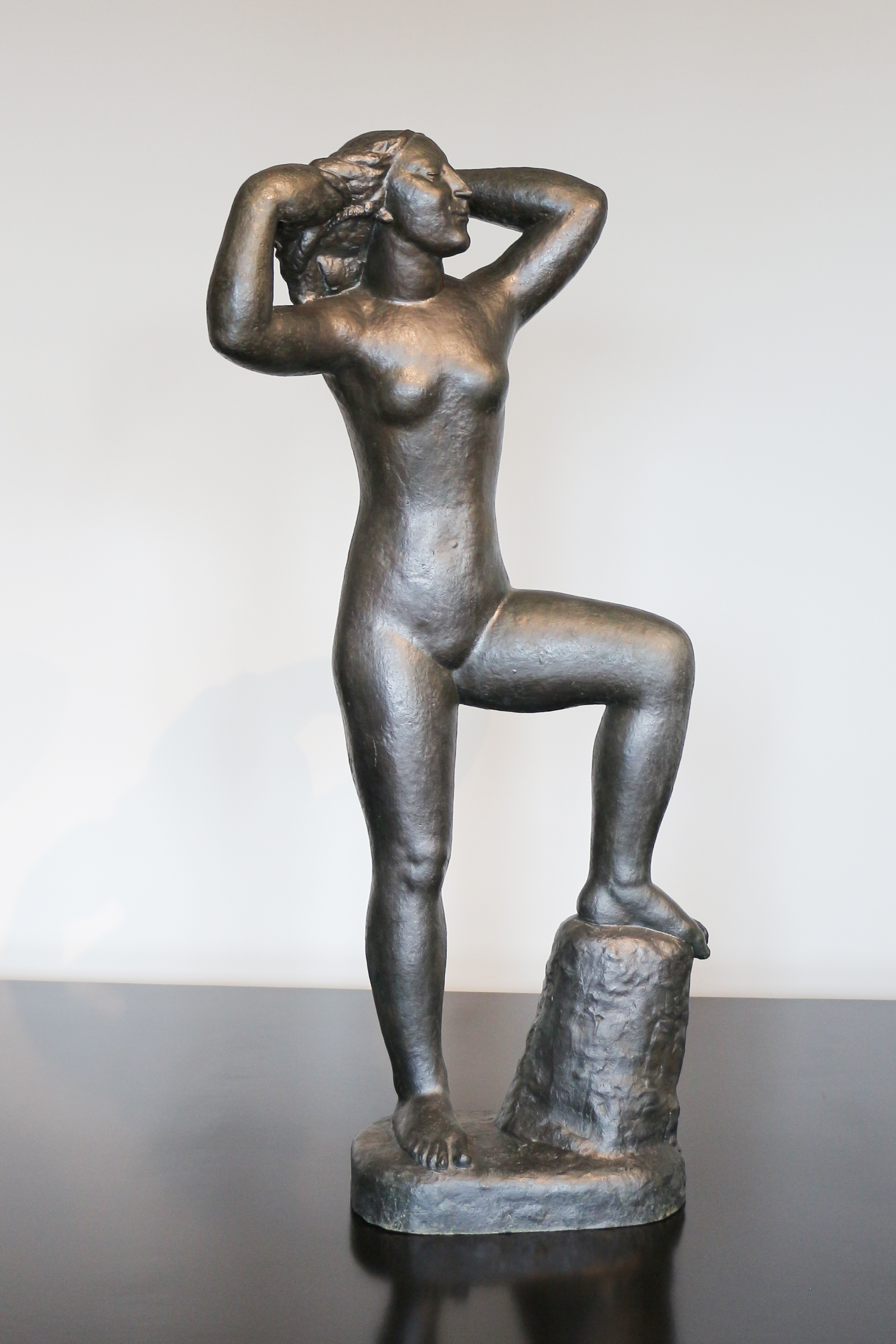
Danseuse

À Split, dans le quartier de Meje, Mestrovic a fait bâtir entre 1931 et 1939 un grand palais et à proximité, il a fait restaurer (entre 1939 et 1941), le Kastelet, une villa renaissance délabrée. Il y a fait construire une chapelle afin d'y installer son cycle de 28 reliefs en bois sur la Vie du Christ. Le palais, bâti sur les plans de M. Bilinic et L. Horvat, était originellement conçu pour y vivre. Outre les pièces d'habitation, il contenait deux salles pour le travail de l'argile et du bois et un atelier pour le travail de la pierre. À cause de la guerre, Mestrovic y séjourna peu, mais, par un acte de donation (1952), il légua au pays le palais ainsi qu'un grand nombre de sculptures et en 1954 le cycle de reliefs en bois. Le palais devint donc la Galerie Mestrovic, musée où sont exposées près de 200 œuvres du maître. En voici une sélection :
- Vestale, 1917, bronze, 125 cm.
- Aigle, 1929, bronze, 150 cm.
- Perséphone, 1946, bronze, 270 cm.
- Cyclope, 1933, bronze, 249 cm.
- Femme au bord de la mer, 1926, bronze, 139 cm.
- Danseuse, 1924, bronze, 152 cm.
- Au repos, 1932, bronze, 227 cm.
- Accords lointains, bronze, 227 cm.
- Jeune fille à la harpe, 1930, relief en marbre, 193 × 70 cm.
- Jeune fille au luth, 1924, relief en marbre, 183 × 68 cm.
- Famille, 1905, bronze, 80 cm.
- Artiste de mon peuple, 1906, relief en bronze, 173 × 84 cm.
- Veuve, 1908, bronze, 127 cm.
- Ma mère, 1908, bronze, 96 cm.
- Veuves, 1909, bronze, 127 cm.
- Adam, 1941, bois, 299 cm.
- Ève, 1941, bois, 324 cm.
- Crucifix, 1945, huile sur bois, 340 × 185 cm.
- Lamentation, 1931, bronze, 114 cm.
- Psyché, 1927, marbre, 208 cm.
- La Cène, 1945, huile sur bois, 184 × 350 cm.
- Job, 1946, bronze, 120 cm.
- L'Atlantide, 1946, bronze, 183 cm.
- Cri, 1946, bronze, 95 cm.
- Grande Pietà, 1946, plâtre, 250 cm.

### Atelier Ivan Mestrovic (Zagreb)
Ivan Mestrovic vécut et travailla entre 1922 et 1942 dans cet ensemble de maisons qu'il rénova sur la colline de Gradec dans le Centre historique de Zagreb. Les bâtiments ont été transformés depuis en musée et abritent plus de 120 sculptures réalisées avant son départ pour les Etats-Unis, dont les statues de Milos Obilic, Kossovo girl, Srda Zlotpogleda.

L'atelier est actuellement fermé pour des travaux de rénovation.

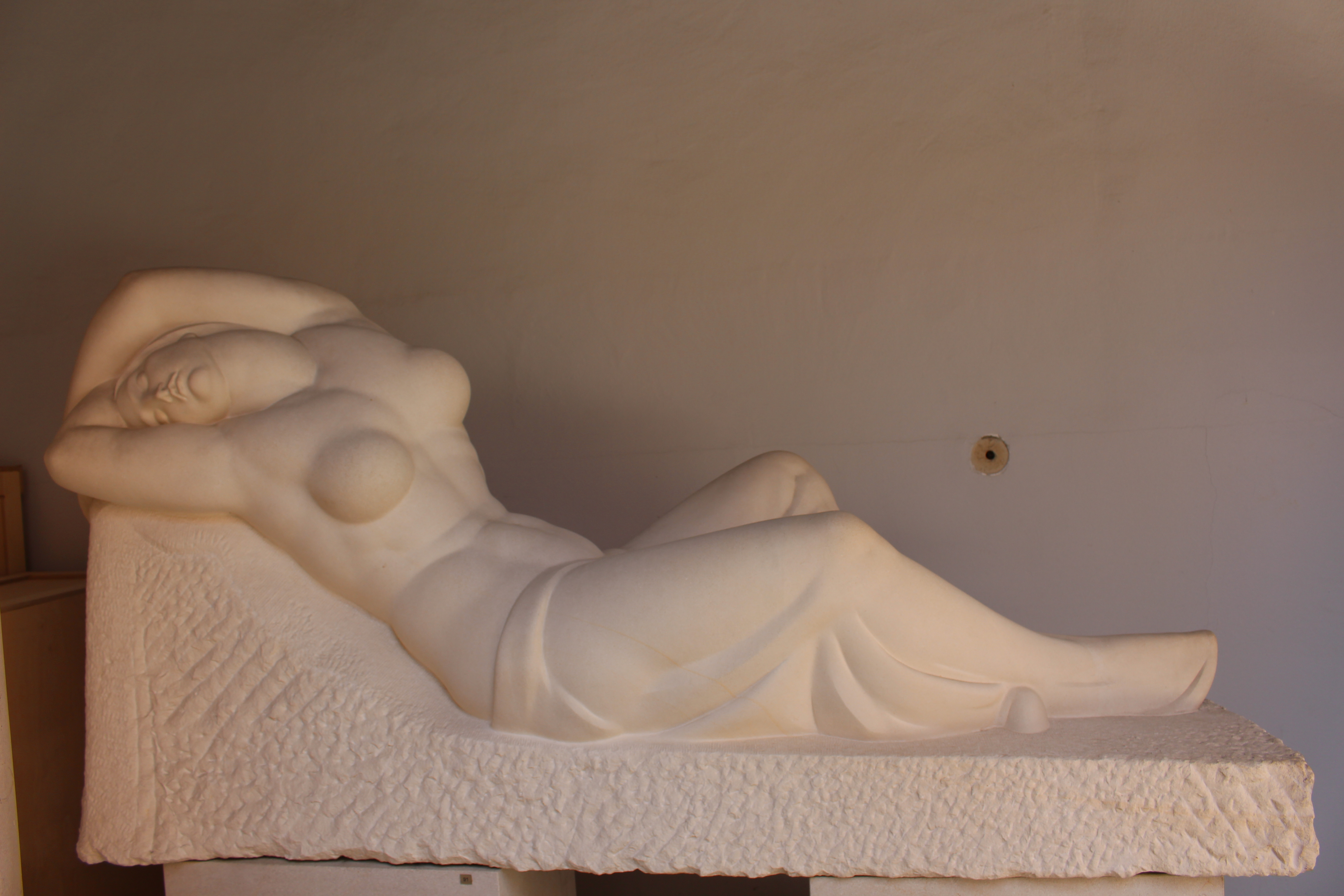
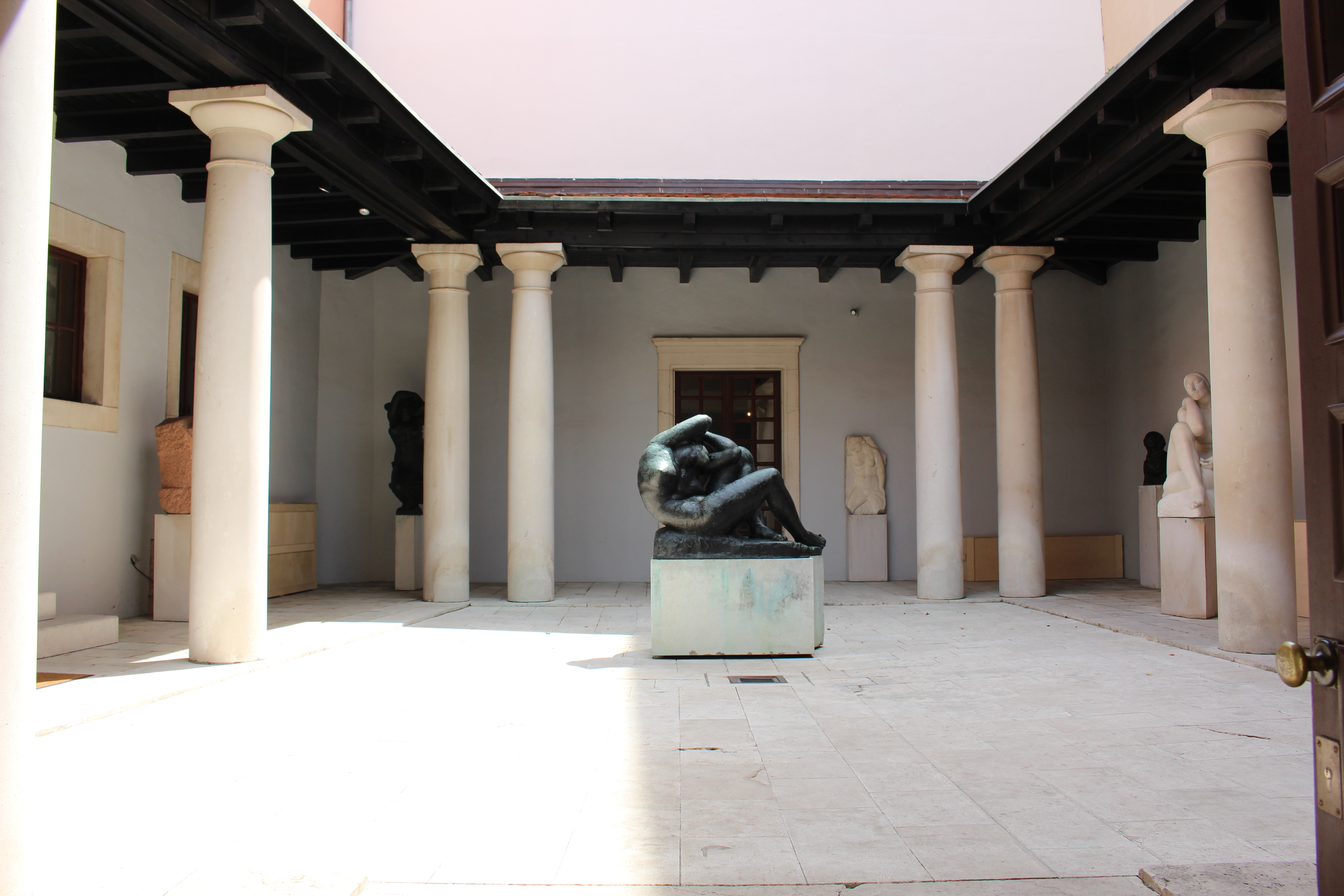

### Musée National de Serbie (Belgrade)
Plusieurs oeuvres importantes de Ivan Mestrovic font partie des collections du Musée National de Serbie, actuellement fermées au public en raison de travaux de rénovation.

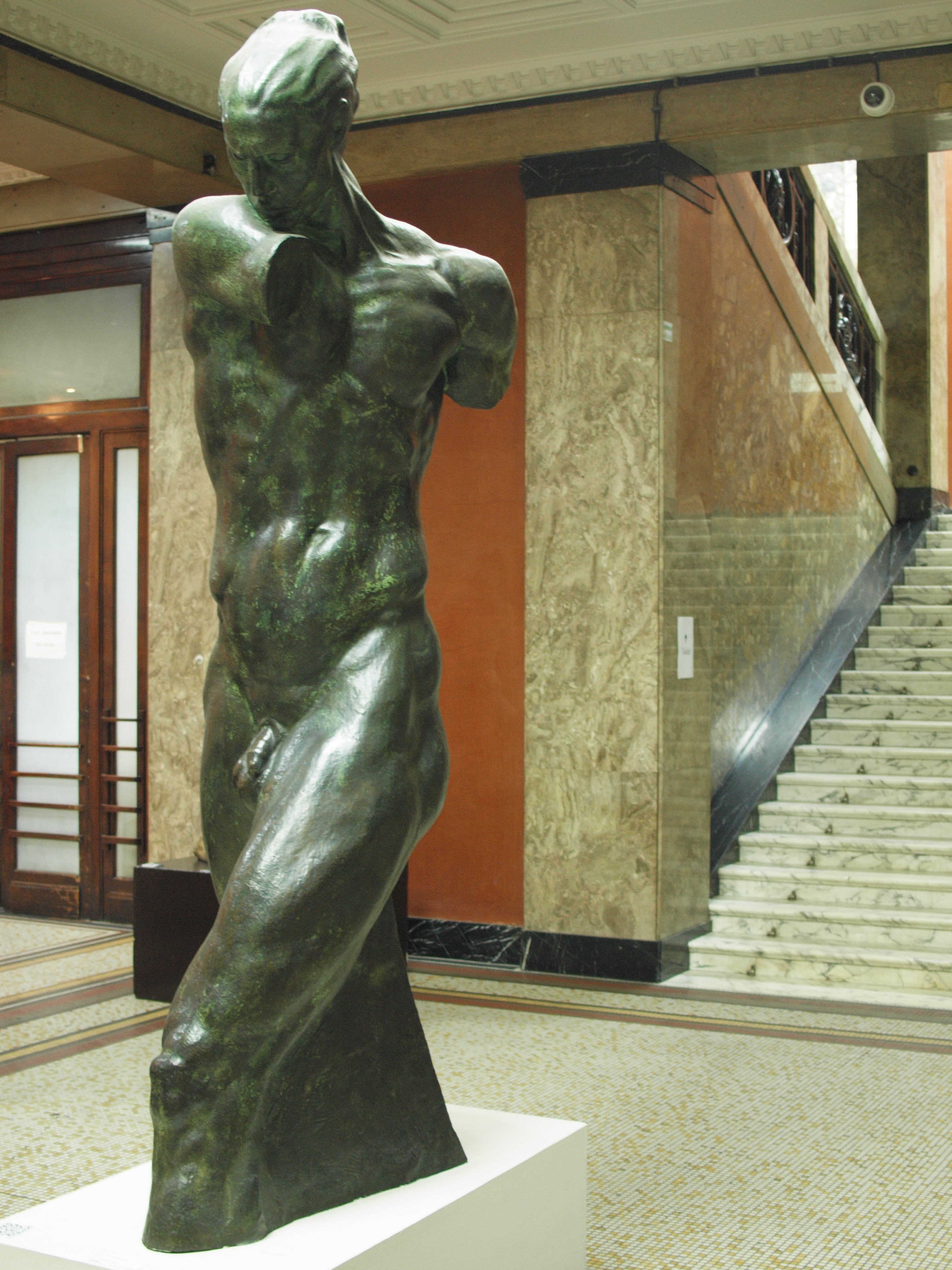
Milos Obilic
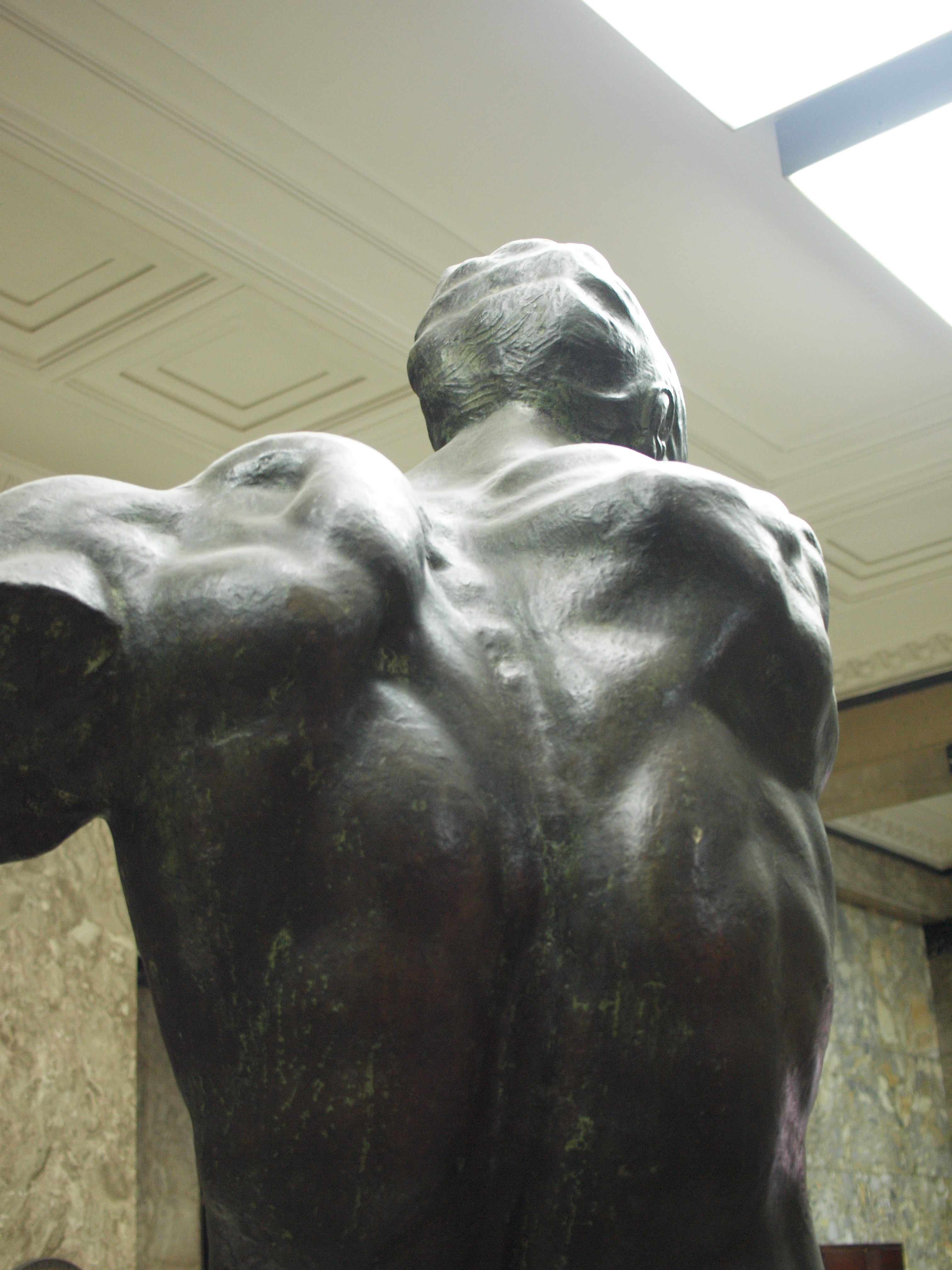
Milos Obilic
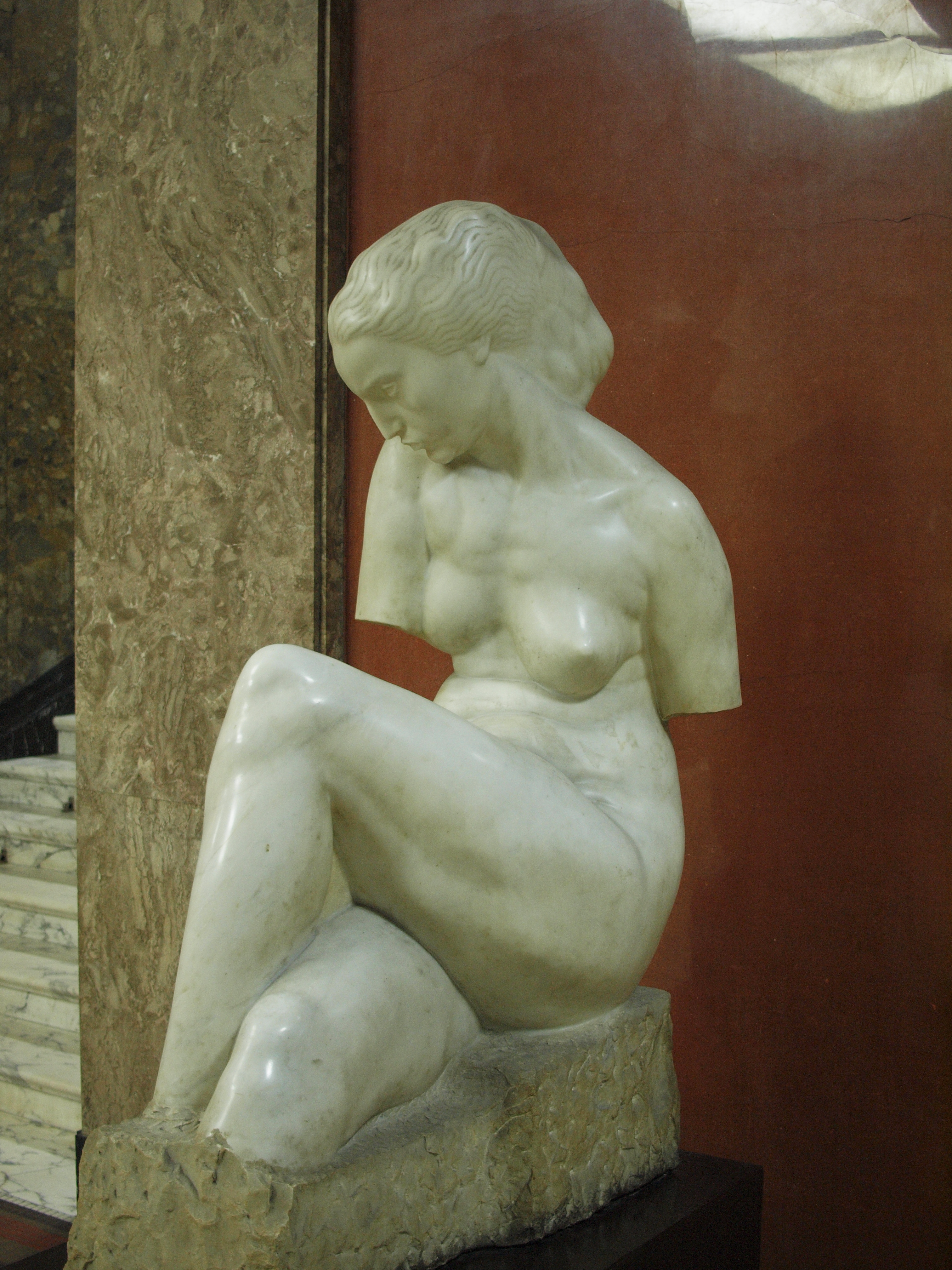

### Monuments publics
- Statue Pobednik à Kalemegdan (Belgrade).
- Monument au Héros inconnu, (mont Avala).
- Monument de Svetozar Miletić, (Novi Sad).
- Grégoire de Nin, (1929), Split.
- Monument de la reconnaissance à la France, (parc de Kalemegdan à Belgrade).